# Alexandra Feeney
Alexandra Feeney (* 3. Juli 1989 in Penrith, Sydney) ist eine australische Bogenschützin. Sie gehört dem Burilda Archery Club in Sydney an. Feeney nahm an der Weltmeisterschaft 2007 in Leipzig teil und gehörte zum australischen Kader für die Olympischen Sommerspiele 2008 in Peking.

## Karriere
Alexandra Feeney kam mit dem Bogenschießen erstmals im Alter von zehn Jahren während eines Urlaubsaufenthaltes auf Fidschi in Kontakt. Das Interesse für den Wettkampfsport kam infolge der Olympischen Sommerspiele 2000 in Sydney auf. 2006 gewann Feeney Silber beim Europäischen Grand Prix in Sassari. Damit war sie die erste Australierin, die bei einem internationalen Wettkampf mit dem Recurvebogen eine Medaille errang. Bei der Weltmeisterschaft 2007 in Leipzig belegte sie Platz 21 mit der Mannschaft und Platz 46 in der Einzelkonkurrenz. Alexandra Feeney war Mitglied des australischen Kaders für die Olympischen Sommerspiele 2008 in Peking.
Neben ihrer eigenen sportlichen Karriere trainiert Alexandra Feeney Junioren in ihrem Verein in Sydney.